# Zhang Chengye

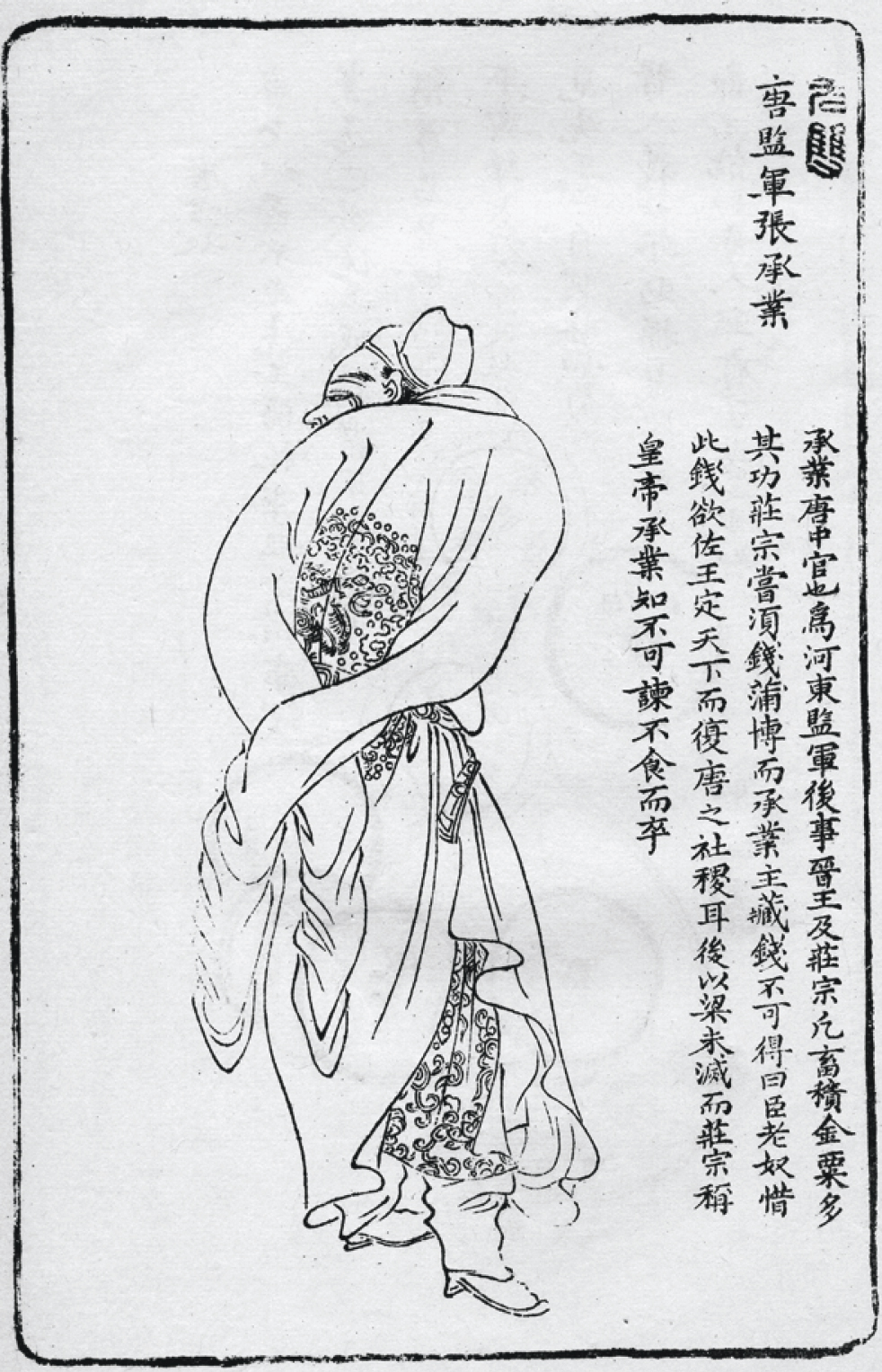
Zhang Chengye zoals afgebeeld in de Wu Shuang Pu (無雙譜, Boek van weergaloze helden) door Jin Guliang

Zhang Chengye (Chinees: 張承業) (846 - 922), geboren als Kang 康, koosnaam Jiyuan 繼元, was een belangrijke eunuch en ambtenaar van de late Tang-dynastie en vroege Vijf Dynastieën en Tien Koninkrijken. Zhang werd uiteindelijk een belangrijke adviseur van de generaals Li Keyong en zijn zoon Li Cunxu, de latere Keizer Zhuangzong van de Later Tang (923-926), niet te verwarren met de Tang-dynastie. De Later Tang was een kort regime van 13 jaar (923-936) tijdens de Vijf Dynastieën en Tien Koninkrijken.

## Leven
Zhang Chengye werd geboren in 846, het jaar dat keizer Tang Xuānzong de troon besteeg. Hij had oorspronkelijk de achternaam Kang, maar het is niet bekend of hij toen de naam Chengye droeg. Hij was afkomstig uit de Tong Prefectuur 同州, het huidige Weinan, in de Shaanxi provincie, China. Hij werd in zijn jeugd gecastreerd en werd geadopteerd door de eunuch Zhang Tai 張泰; hij nam dus de naam Zhang aan.
Zhang Chengye was benoemd tot generaal van het leger en toezichthouder van staatszaken. Toen Li Cunxu een zeer extravagante levensstijl begon te leiden en het duidelijk werd dat Li zich tot keizer ging laten kronen weigerde de trouwe Zhang Chengye hem te dienen, ging in hongerstaking en stierf.

## Werk
Tijdens het Guangqi tijdperk (885-888) van Keizer Tang Xuānzong's kleinzoon Keizer Tang Xizong, werd Zhang Chengye de opzichter van de Heyang Basis (郃陽鎮, in het moderne Weinan), die werd bestuurd door de eunuch-bevelhebber van het Shence Leger. Hij werd later teruggeroepen naar het paleis van keizer Tang Zhaozong om als dienstdoende eunuch-bewaker te dienen in het leger van generaal Li Keyong en zo verkreeg hij in het jaar 895 de titel; generaal van het Linkse Shence Leger. Na de dood van Li Kong in 908, tijdens het bewind van Zhu Wen, volgde zijn zoon Li Cunxu hem op als general. In de loop der jaren, tijdens Li Cunxu's veldtochten, was Zhang belast met het hoeden van het volk en het toezicht op het financiële welzijn van de staat. In 921, met herhaalde overwinningen, begon Li Cunxu te overwegen om de keizerstitel op te eisen. Zhang verzette zich fel tegen dit besluit en ging in hongerstaking, waaraan hij stierf in 922.